# Ӓ
Cette page contient des caractères spéciaux ou non latins. S’ils s’affichent mal (▯, ?, etc.), consultez la page d’aide Unicode.
Ne doit pas être confondu avec la lettre latine a tréma Ä ou la lettre grecque Α̈.
Le А tréma cyrillique (capitale Ӓ, minuscule ӓ) est une lettre de l'alphabet cyrillique, composée du A (A cyrillique) et du tréma. Elle est utilisée en gagaouze, kalmouk, khanty, kryashen (tatar), mari des montagnes, same de Kildin, et selkoupe.

## Représentations informatiques
Le А tréma peut être représenté avec les caractères Unicode suivants :
- précomposé (cyrillique) :

| formes    | représentations | chaînes de caractères | points de code | descriptions                        |
| --------- | --------------- | --------------------- | -------------- | ----------------------------------- |
| capitale  | Ӓ               | Ӓ                     | U+04D2         | lettre majuscule cyrillique a tréma |
| minuscule | ӓ               | ӓ                     | U+04D3         | lettre minuscule cyrillique a tréma |

- décomposé (cyrillique, diacritiques) :

| formes    | représentations | chaînes de caractères | points de code | descriptions                                    |
| --------- | --------------- | --------------------- | -------------- | ----------------------------------------------- |
| capitale  | Ӓ               | А◌̈                    | U+0410 U+0308  | lettre majuscule cyrillique a diacritique tréma |
| minuscule | ӓ               | а◌̈                    | U+0430 U+0308  | lettre minuscule cyrillique a diacritique tréma |